# Ichtyoselmis
Ichtyoselmis, monotipski biljni rod iz porodice makovki. Jedina vrsta je 'I. macrantha', višegodišnji ili rizomatski geofit, raširen od južne središnje Kine do Mjanmara.
Postoje dvije podvrste.

## Podvrste
- Ichtyoselmis macrantha subsp. macrantha
- Ichtyoselmis macrantha subsp. porphyrantha J.Y.Shen & Q.B.Gong